# Биківці

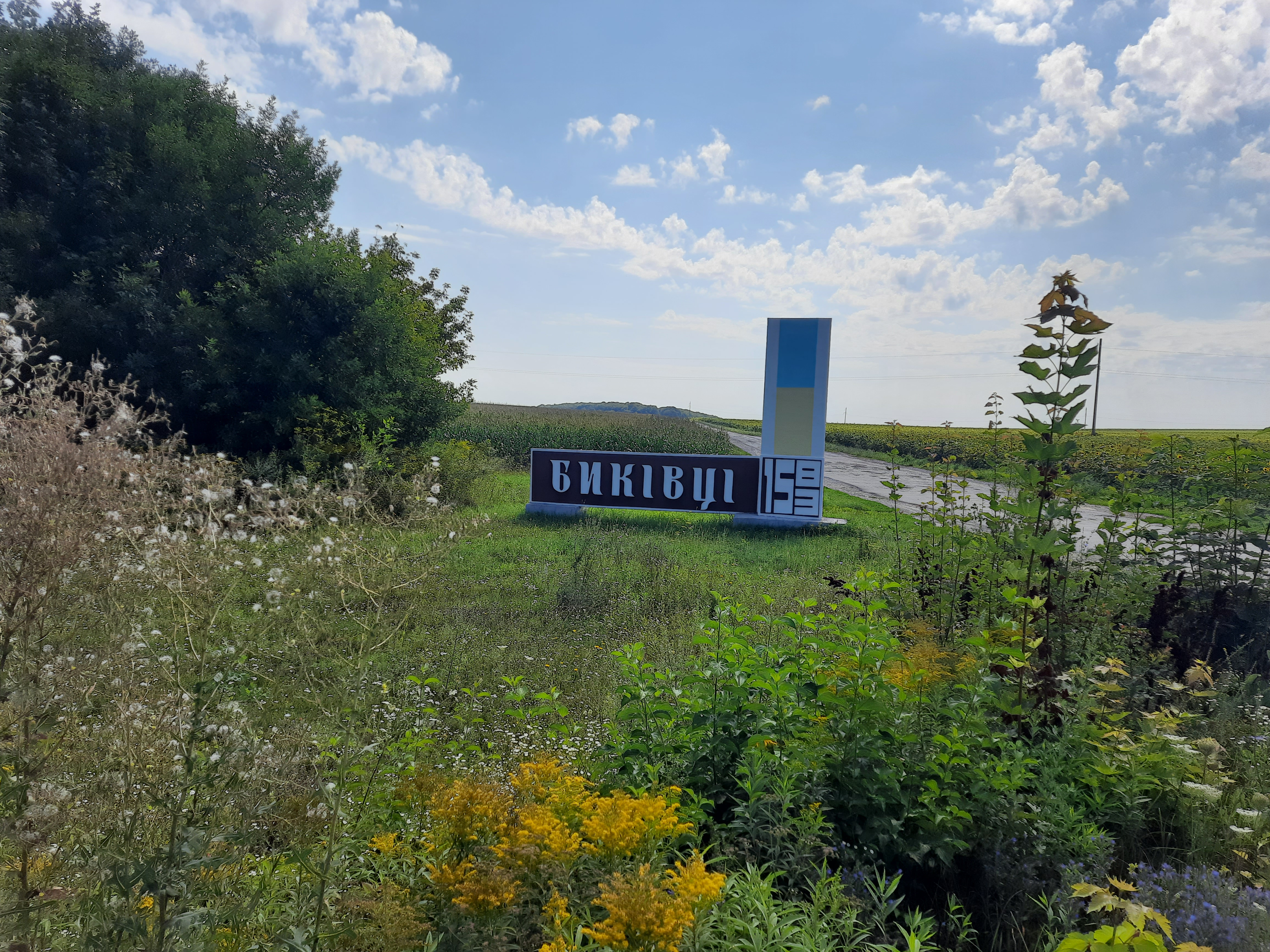
Знак при повороті на село

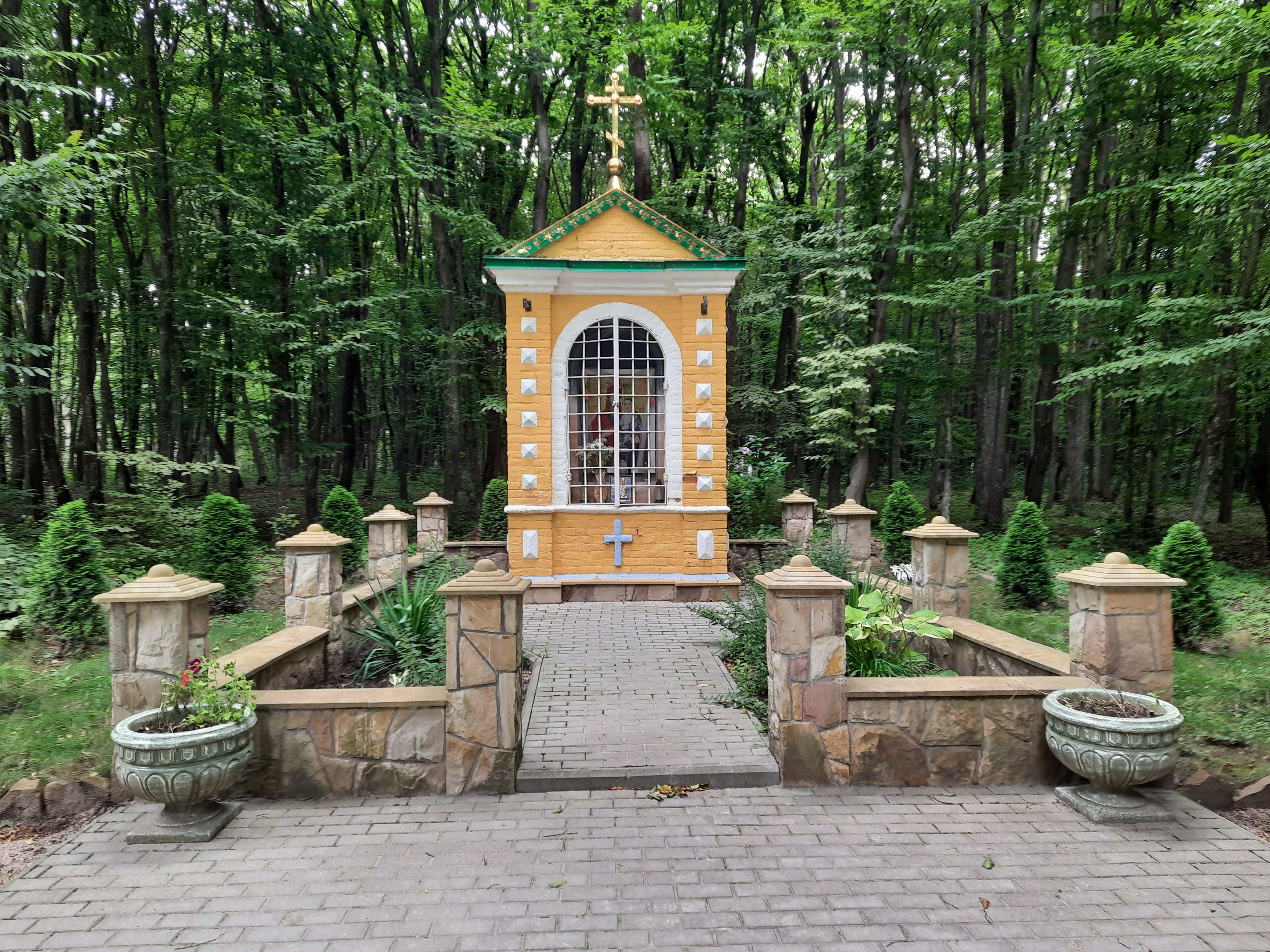
Капличка

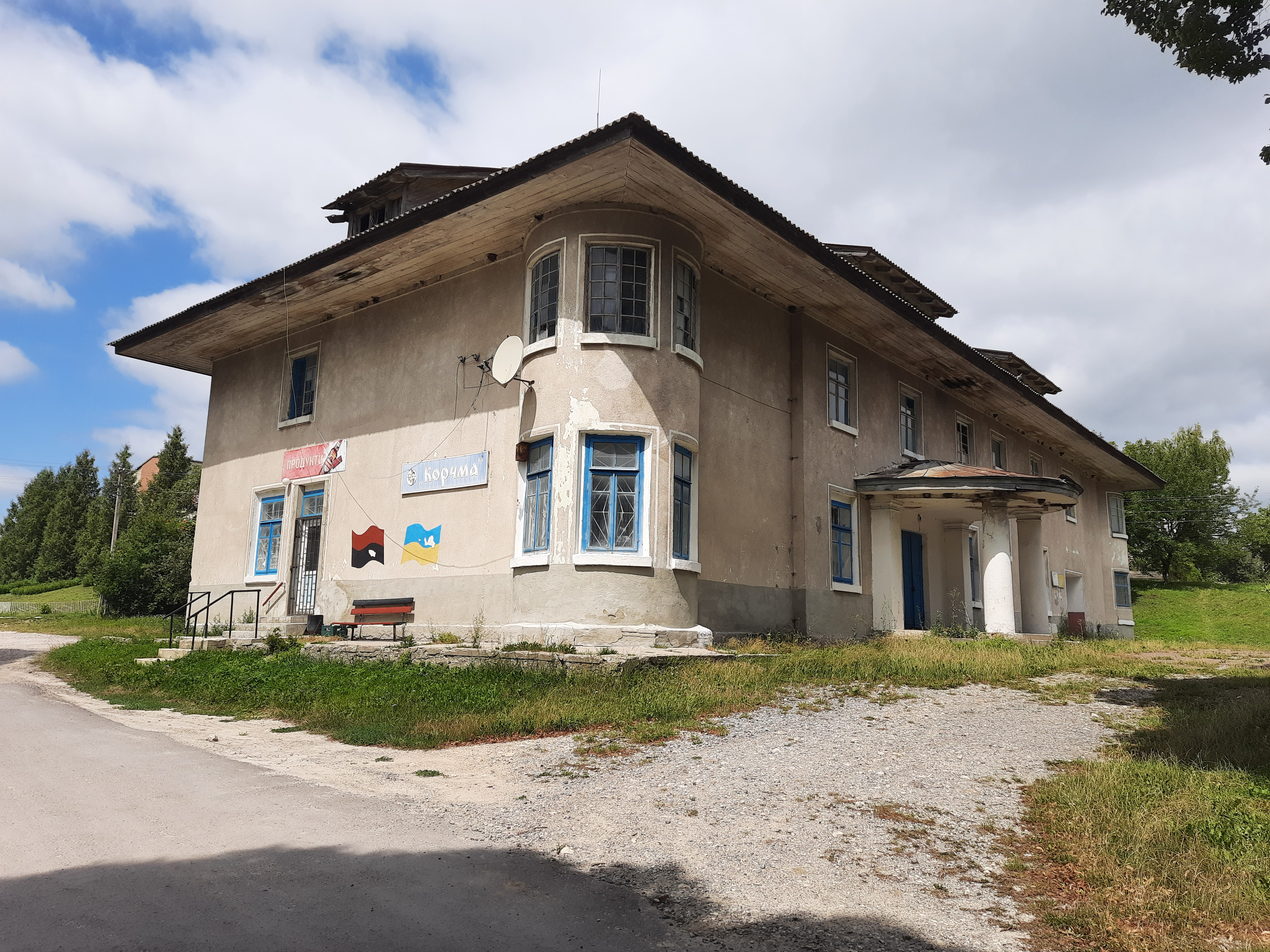
Корчма

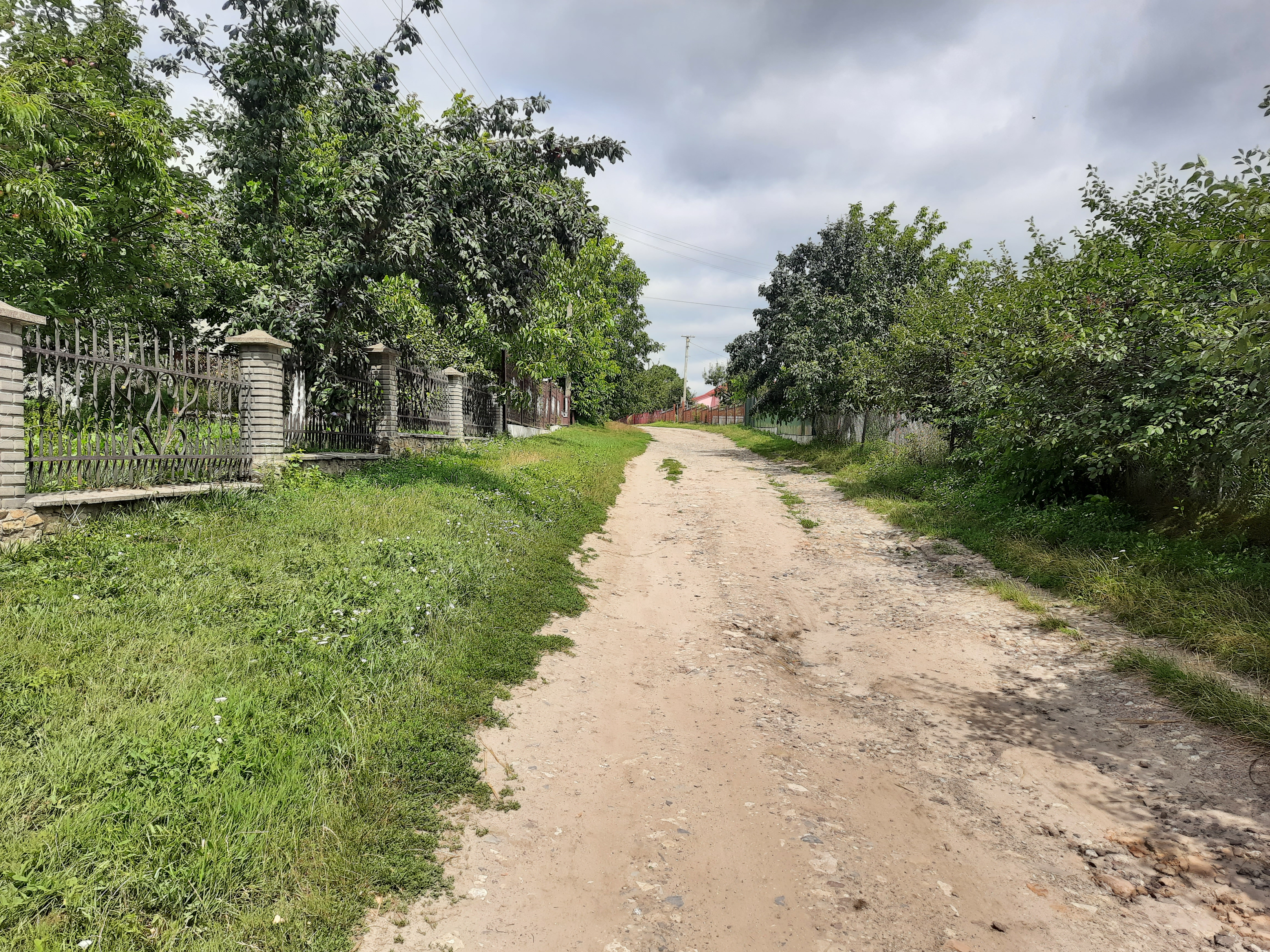
Сільська вулиця

Би́ківці — село в Україні, у Шумській міській громаді Кременецького району Тернопільської області. Розташоване на березі річки Кума, за 6 км від центру громади і 19 км від найближчої залізничної станції Лепесівка. 
Населення — 701 осіб (2016).

## Історія
Перша писемна згадка — 1513 року: литовський боярин Боґуш Михайло Боговитинович отримав від Сіґізмунда І Старого маєтки, зокрема, Биківці, містечко Шумбар. Ще одна писемна згадка — 1703 року (як маєток пана Вишневецького).
Існує декілька версій походження назви села: 1. від роду занять мешканців, які випасали стада панських бичків (телят); 2. назва походить від власника — козака Биковця.
Досить цікаві назви отримали частини села, вулиці, поля, пасовища, річки, ставки, долини, болота. Наприклад: Бережанка, Біля могили (на тій території була могила воїнам УПА, яку розгорнули за часів радянської влади), Глибока долина, За жидівською (місце, де стояв великий будинок, де жили два брати-жиди Замбиль і Лейзур), Йосів бережок (територія проживання жида Йося, який мав невеличку корчму) тощо.
Глибока долина: на цій території розташований піщаний кар'єр. Під час Другої Світової війни, коли фашисти заходили до села, люди тікали з дому і переховувалися в цій долині.
Загребля: поблизу сільського ставка, через р. Боронівка, що протікала крізь нього, силами жителів збудовано млин. Для того, щоб підсилити роботу жорен, які переробляли зерно на борошно, було штучно висипано греблю, залишки якої досі існують. Територія за греблею використовувалася для випасу худоби.
За Циганкою: колись через село часто проїжджали цигани. Кожного разу вони зупинялися на одному і тому місці, за ставком, вони розпинали шатро і жили там тиждень. Цілими днями ходили сусідніми із Биківцями селами, ворожили, а ввечері поверталися на своє місце. Існує легенда про красуню-циганку, яка, купаючись в ставку, втопилася.
Нариска: після того, як була відмінена панщина, людям стали наділяти землю (нарізати). На цьому місці ще довгий час виорювали старовинні люльки, черепки тощо.
Чворак: у селі жило дуже багато єврейських родин. Ті родини, котрі оселилися першими, збудували в цій частині села найбільший на той час будинок. Він був поділений на чотири квартири (чвертак). Звідси і пішла ця назва.
Раніше територія Биковець знаходилась ближче до сусіднього села Малі Дедеркали. Центром його було поле, яке й досі називається Нариска. Коли нападали турки, село було спалене, а тому люди розпочали нове будівництво.
У другій половині ХІХ століття в селі стояв маєток пана Іссидора Івановича  Колонно-Чесновського. Він утримував свою цегельню, на якій працювали сільські люди. Вони виготовляли й випалювали цеглу не тільки для потреб пана, а й за його дозволу також використовувати її для потреб села. У 1902 році цей матеріал було використано для будівництва панського палацу, а в 1907 році — на будівництво Церкви Різдва Пресвятої Богородиці.
Під час революції 1917—1918 року жителі с. Биківці почали виступати проти пана і панщини взагалі. Майно Чесновського розібрали селяни у своє користування. У 1917 році жителям Биковець перейшов у власність млин, збудований біля ставка. Організатором боротьби проти поміщиків  був учасник революції, житель села Биківці Германюк Дмитро.
У січні 1918 року  в селі проголошено радянську владу, а в 1920 році був організований комітет, який очолив Юхим Прокопчук. Паралельно ж у червні-липні 1918 року та липні-вересні 1920 року відбулося Радянське будівництво.
На 1936 рік село входило до ґміни Дедеркали Кременецького повіту. 
У 1940 році в селі організовано колгосп «Шляхом Леніна», головою правління якого був Нетребчук Нестор.
Від початку липня 1941 до 2 березня 1944 року село — під німецькою адміністрацією. У національно-визвольній боротьбі ОУН і УПА брали участь понад 60 осіб. Репресовано 21 сільську родину. Із мобілізованих на фронти німецько-радянської війни 41 чоловік загинув, 25 пропало безвісти.
220 жителів села воювали у роки Другої Світової війни, 55 — загинули. У 1966 році воїнам-односельчанам, які полягли у буремні роки Великої Вітчизняної війни, споруджено пам'ятник.
12 червня 2020 року, відповідно до розпорядження Кабінету Міністрів України № 724-р «Про визначення адміністративних центрів та затвердження територій територіальних громад Тернопільської області» увійшло до складу Шумської міської громади.
19 липня 2020 року, в результаті адміністративно-територіальної реформи та ліквідації Шумського району, село увійшло до складу Кременецького району.
Історія Биковецької школи
До 1930 року школи не було, діти навчалися в простих дядьківських хатах, учителями було польське подружжя Лапінських. Вони разом із сільськими вчили і своїх дітей. Також вчителював у селі Хаврук Павло, який служив дяком у церкві, родом був із с. Дермані Рівненської області.
Приміщення школи почали будувати у 1932 році. Для того, аби пришвидшити будівництво, запросили будівельників із с. Загайці. Учителями в той час були — пан Розенблюм та пані Гачкевич.
У 1943 році школу закрили, оскільки в ній був розташований штаб «Совєтів». Діти знову навчалися в дядьківських хатах. Біля них організовували сторожові варти з місцевих жителів. До 1961 року директором школи був Зозуля Іван Григорович. За його керівництва діти навчалися у дві зміни, бо не вистачало приміщень.
У 1964 році було збудоване ще одне приміщення школи, у якому навчалися учні початкових класів. З того часу навчання проводилося в одну зміну.
1992 році відкрили нову школу.
Церква на честь Різдва Пресвятої Богородиці.

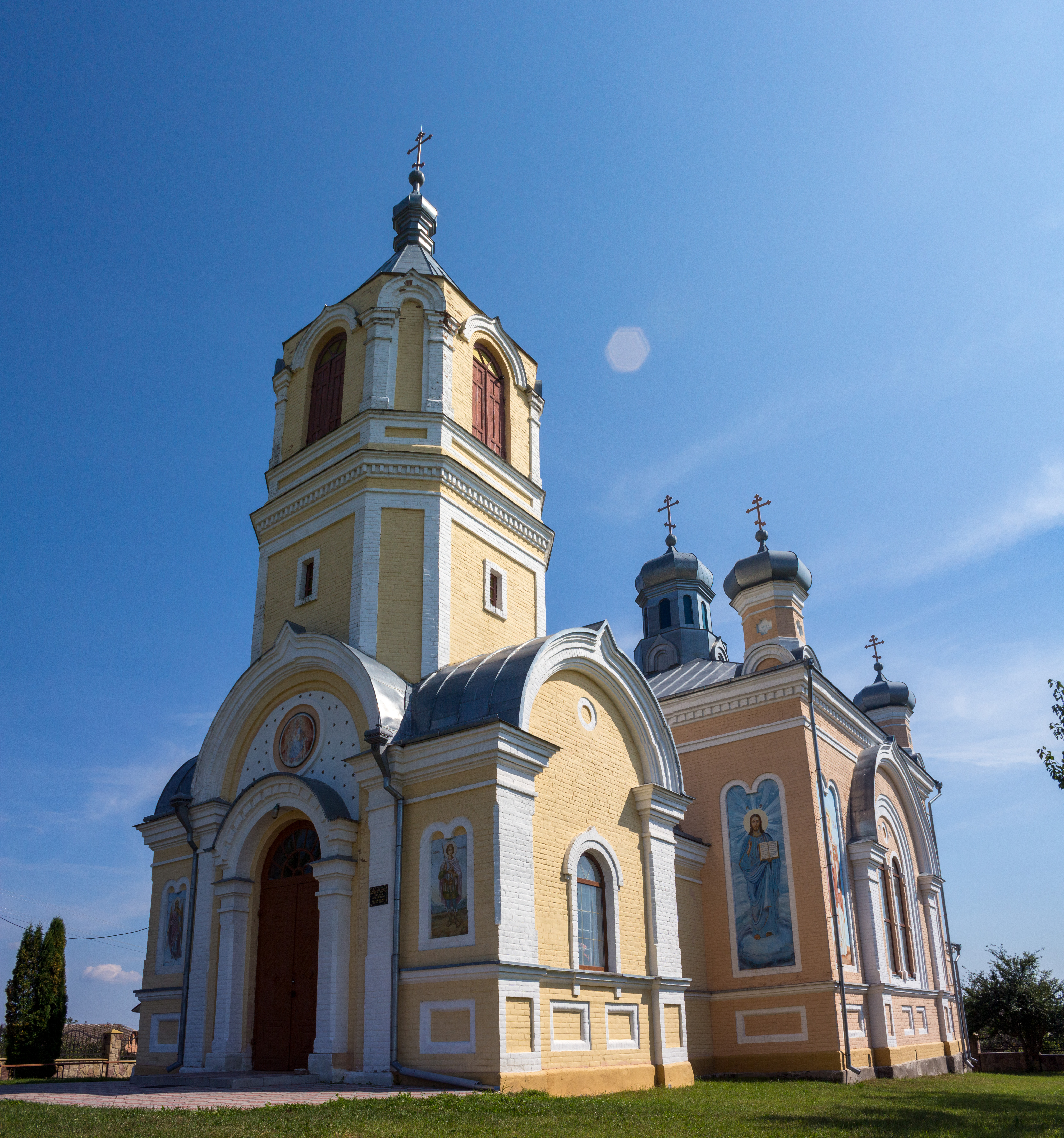
Церква Різдва Богородиці в селі Биківці.jpg

У селі колись стояла дерев'яна церква на честь Різдва Пресвятої Богородиці.
Нова церква Різдва Пресвятої Богородиці Волинської волості Кременецького повіту збудована з благословення і дозволу Пресвятійшого єпископа Кремецького Амвросія у 1906 році на кошти прихожан з допомогою власника маєтку графа Ісидора Івановича Колонно-Чесновського.  Також за його кошти булу збудовано кам'яну огорожу. Священиком  був Володимир Бичковський, а вже  у новій церкві в 1907 році — став на парафію Олексій Лисаковський.
У 1928 році на службу в сільську церкву Різдва Пресвятої Богородиці був призначений священиком Іван Рожик і пропрацював по 1990 рік.
З 1938 року церква в с. Биківці була автокефальною. З 1942 по 1943 роки Свята Літургія служилася українською мовою. Пізніше заборонили.
Під час Другої Світової війни служба в церкві проходила регулярно. За кошти  жителів села в 1997 році розпочалась реставрація церкви. 12 липня 1998 року відбулося освячення святині.
З листопада 1998 року церква Різдва Пресвятої Богородиці належить до Київського патріархату. Настоятелем храму уже 17 років є о. Ігор Борак.
Легенда виникнення каплички: при в'їзді до села в лісі стоїть капличка. У пана Іссидора Івановича Колонно-Чесновського була хвора дочка Кшися, яка довго лікувалася. Одного разу панові наснився сон, що його дочка стане на ноги лише тоді, коли він збудує щось святе, тому пан Чесновський звів каплицю. Старожили переповідали, що каплиця стоїть саме на тому місці, де стала на ноги Кшися. Панські слуги кожного дня вивозили хвору дочку на прогулянку до лісу. І одного разу, коли поверталися до панського маєтку — Кшися  стала на ноги. Коляску привезли, а вона прийшла.
У селі стояли дві фігури, з приходом Радянської влади їх жителі села перенесли і встановили на подвір'ї біля церкви, бо забороняли поклонятися біля них. На кожній викарбувано напис. «Сей крест сооружен тщанием братства церкви Рождества Пресвятой Богородицы первого апреля 1923 года» — на одній, «Цей хрест поставлений громадою села Биківці як офіра Господу Богу, щоб охороняв від усякої біди, 15 травня 1934 рік» — на іншій.
У 1998 року на місці, де стояла одна із фігур, за кошти жителів був встановлений дерев'яний хрест. У 2011 році його  замінили на мармуровий. Кожного року на Святе Водохреще тут сільський священик проводить обряд освячення води.
У селі стоїть панський палац, ще за панування Івана Іссидоровича Колонно-Чесновського там був розташований військовий гарнізон. Пізніше, коли пан помер, люди рознесли добро по домівках, а приміщення влада використала для потреб села. Деякий час палац слугував колгоспу (там був тік). До 1986 року тут працювала колгоспна контора. На даний момент у приміщенні панського палацу працює сільський клуб, бібліотека, відділення зв'язку, два магазини.
У 1989 році з ініціативи жителя села Володимира Шевчука була висипана Символічна могила Борцям за незалежність України.

## Населення

### Мова
Розподіл населення за рідною мовою за даними перепису 2001 року:
| Мова            | Кількість | Відсоток |
| --------------- | --------- | -------- |
| українська      | 720       | 98.77%   |
| російська       | 5         | 0.69%    |
| білоруська      | 2         | 0.27%    |
| інші/не вказали | 2         | 0.27%    |
| Усього          | 729       | 100%     |

## Церква Християн Віри Євангельської
З селом пов'язана поява Християн Віри Євангельської (п'ятдесятників) на Західній Україні. П'ятдесятницький рух почався влітку 1920 року із приїздом у село українських селян Порфирія Автономовича Ільчука (1883—1956) та Трохима Семеновича Нагорного (1879—1962), які у 1913 році виїхали до США, щоб поліпшити свій добробут і там навернулися до п'ятдесятництва.
У 1922 році почали налагоджуватися зв'язки з віруючими Тернопільщини.
1924 року в м. Кременці було проведено перший з'їзд християн Святої П'ятидесятниці, на якому сформовано П'ятдесятницький Союз Церков під керівництвом Івана Герасевича (Гериса). Герис рукопоклав Ільчука на пастирське служіння. Трохим Нагорний залишився працювати у своїй громаді і був старшим у Шумському районі. Він був пастором церкви ХВЄ Биківці.

## Пам'ятки
Є церква Різдва Пресвятої Богородиці (1907; кам'яна), Дім молитви ХВЄ (1930), капличка.
Споруджено пам'ятник полеглим у німецько-радянській війні воїнам-односельцям (1966), насипана символічна могила Борцям за вільну Україну.

## Соціальна сфера
Діють загальноосвітня школа І-ІІ ступенів [Архівовано 5 квітня 2019 у Wayback Machine.], клуб, бібліотека, ФАП, відділення зв'язку, 3 торговельні заклади, млин. Є ставок (6,9 га).

## Відомі люди
- Людмила Фусик (Мисечко) — українська бандуристка, педагог.

- Порфирій Ільчук — український євангеліст, пастор, місіонер, проповідник.